# (7587) Weckmann
(7587) Weckmann es un asteroide perteneciente al cinturón de asteroides descubierto el 2 de febrero de 1992 por Eric Walter Elst desde el Observatorio de La Silla, Chile.

## Designación y nombre
Weckmann se designó al principio como 1992 CF3. Bautizado con el nombre de Matthias Weckmann (1619-1674), organista del norte de Alemania. Nombrado organista de la iglesia de San Jacobo en Hamburgo en 1655, tuvo a su disposición el poderoso órgano Arp Schnitger hasta su muerte. Alumno de Heinrich Schütz, trabajó bajo la dirección de Michael Praetorius y Heinrich Scheidemann. En 1668 fundó el importante Collegium musicum. Muchas de sus composiciones para órgano y címbalo (toccatas, canzones, suites y sonatas) sobreviven. Su Fantasía en re menor es una pieza multiseccional de naturaleza completamente contrapuntística, y refleja la gran seriedad del estilo de Weckmann.

## Características orbitales
Weckmann orbita a una distancia media de 2,257 ua del Sol, pudiendo alejarse hasta 2,613 ua y acercarse hasta 1,901 ua. Tiene una excentricidad de 0,158 y una inclinación orbital de 5,525 grados. Emplea en completar una órbita alrededor del Sol 1238,26 días.
Está en una resonancia orbital de 7:2 con Júpiter.

## Características físicas
La magnitud absoluta de Weckmann es 14,34. Tiene 3,668 km de diámetro y su albedo se estima en 0,281.